# Боядла
Боядла (пол. Bojadła, нім. Boyadel) — село в Польщі, у гміні Боядла Зеленогурського повіту Любуського воєводства.
Населення — 1201 особа (2011).
У 1975-1998 роках село належало до Зеленогурського воєводства.

## Демографія
Демографічна структура станом на 31 березня 2011 року:
|          | Загалом | Допрацездатний вік | Працездатний вік | Постпрацездатний вік |
| -------- | ------- | ------------------ | ---------------- | -------------------- |
| Чоловіки | 597     | 124                | 433              | 40                   |
| Жінки    | 604     | 111                | 362              | 131                  |
| Разом    | 1201    | 235                | 795              | 171                  |